# احمد بن عبدالعزیز آل سعود
احمد بن عبدالعزیز آل سعود (به عربی: أحمد بن عبد العزیز آل سعود؛ زاده ۵ سپتامبر ۱۹۴۲) شاهزاده و یکی از اعضای خاندان آل سعود می‌باشد. وی به مدت سی و هفت سال قائم مقام وزیر کشور و در بازه زمانی کوتاهی نیز وزیر کشور عربستان سعودی بوده‌است.
او که از ۲۰۱۲ عملاً از قدرت به حاشیه رانده شده بود، اغلب در خارج عربستان، در لندن اقامت داشت. در یکی از تجمعات اعتراضی  به جنگ یمن در بیرون خانه‌اش، او از تجمع‌کنندگان خواست که خشمشان را متوجه شاه و ولیعهد کنونی کنند، نه کل خاندان سعودی. اکتبر ۲۰۱۸ پس از گرفتن تضمین‌های امنیتی که جانش در داخل کشور در امان خواهد بود و حصر نخواهد شد، به عربستان بازگشت تا مگر بتواند محمد بن سلمان را در بحران قتل جمال خاشقجی کمک کند یا موازنهٔ قدرت را به ضررش تغییر دهد.
احمد بن عبدالعزیز که در لندن اقامت داشت در اکتبر سال ۲۰۱۸  پس از گرفتن تضمین‌های امنیتی که جانش در داخل کشور در امان خواهد بود و حصر نخواهد شد، به عربستان بازگشت اما ماه مارس گذشته به همراه «محمد بن نایف» بازداشت و به مکان نامعلومی منتقل شد. با توجه به کشمکش‌های دربار سعودی در بارهٔ جانشینی ملک سلمان و عدم مقبولیت محمد بن سلمان از سوی دیوان سلطنت سعودی به خاطر صغر سن و اینکه احمد بن عبدالعزیز السُدیری آخرین فرد بازمانده از هفت برادران سُدیری و برادر تنی ملک سلمان می‌باشد انتظار می‌رود که پس از ملک سلمان از سوی دیوان سلطنت سعودی به جانشینی وی انتخاب شود و در غیر این‌صورت خطر نابودی و نافرمانی خانوادگی و به طبع آن مدنی دودمان آل‌سعود را تهدید می‌کند. 